# Tomasz Jabłoński (lazarysta)
Tomasz Jabłoński (ur. 18 maja 1804 w Jabłoni-Uszyńskiem, zm. 13 stycznia 1862 w Mławie) – kapłan rzymskokatolicki Zgromadzenia Księży Misjonarzy św. Wincentego a Paulo. Prefekt szkoły powiatowej i nauczyciel szkoły parafialnej dla chłopców w Mławie. Uczestnik demonstracji patriotyczno-religijnych mających miejsce w Mławie w lipcu 1861 roku, tzw. „wypadków mławskich 1861”.

## Życiorys
Urodził się we wsi Jabłoń-Uszyńskie 18 maja 1804 roku, w rodzinie szlacheckiej, jako syn Andrzeja i Konstancji Jabłońskich.
17 października wstąpił do warszawskiego seminarium księży misjonarzy funkcjonującego przy kościele św. Krzyża. Śluby wieczyste przyjął 18 października 1824. W roku 1826 otrzymał święcenia kapłańskie. Pracę rozpoczął w warszawskiej parafii św. Krzyża. Głosił misje parafialne i rekolekcje w innych diecezjach.
W 1835 przybył do klasztoru Zgromadzenia Misji w Mławie, gdzie pracował jako wikariusz. Pracował w Mławie do śmierci w 1862 roku. Od roku 1837 zajmował się pracą wychowawczą wśród młodzieży, wychowaniem religijnym i patriotycznym. W źródłach pojawia się jako nauczyciel szkoły parafialnej, w roku 1844. Pełnił funkcję prefekta w szkole obwodowej (powiatowej), był w niej nauczycielem moralności i religii. Nauczał także w szkole parafialnej dla chłopców przy klasztorze Misjonarzy. Działalność wychowawczą prowadził do swojej śmierci w 1862 roku.
W trakcie demonstracji religijno-patriotycznych w Mławie w lipcu 1861 roku interweniował w sprawie aresztowanych uczestników, m.in. współbrata, księdza Piotra Rzońcy, za co ze strony Rosjan został zwyzywany przez podpułkownika Runowskiego słowami Idź precz, ty psi snu i pobity, uderzony mocno w pierś.
Zmarł w Mławie 13 stycznia 1862 roku i tu został pochowany w krypcie pod kościołem św. Wawrzyńca.
Działalność wychowawcza i zaangażowanie w życie miasta wzbudzały powszechny szacunek wśród mławian i wychowanków, którzy ufundowali mu okazałe epitafium, na którym umieścili napis:

Nauczycielu nasz, w sercach naszych wiecznie żyć będziesz